# Muldestausee
Der Muldestausee ist ein gefluteter Tagebau im Landkreis Anhalt-Bitterfeld/Sachsen-Anhalt. Seine Anliegerorte sind Friedersdorf, Schlaitz, Pouch und Mühlbeck. Er ist mit 6,3 km² Oberfläche das drittgrößte Gewässer des Landes Sachsen-Anhalt. Seine Länge beträgt ca. 9 km, seine breiteste Stelle 2 km, die größte Tiefe 35 m.

## Entstehungsgeschichte
Nach Auskohlung des Tagebau Muldenstein (1954–1975) wurde zwecks Erweiterung des Tagebaues Goitzsche (heutiger Großer Goitzschesee) die Verlegung der Mulde auf einer Strecke von etwa elf Kilometer nötig. Ein Teil des neuen Flusslaufs wurde durch den ausgekohlten Tagebau Muldenstein gelegt. Die Flutung erfolgte in der Zeit vom 30. April 1975 bis zum 1. März 1976. Der Muldestausee besitzt ein Einlauf- und ein Auslaufbauwerk.

## Hydrologie
Der Normalwasserspiegel bewegt sich um 79 m ü. HN bei ca. 115 Mio. m³ Speichervolumen. Die Rolle des Muldestausee als Hochwasserrückhaltebecken ist unbedeutend. Das Becken kann aber bei Hochwasser immerhin 3 Millionen m³ zeitweise zurückhalten (Differenz zwischen Gesamtstauraum und Speicherraum). Im Ergebnis handelt es sich im eigentlichen Sinne auch nicht um einen Stausee, sondern einen Flussstau. Da sich beim Zufluss der Mulde deren Fließgeschwindigkeit stark verlangsamt, ist der Muldestausee eine Sedimentationsfalle, in die jährlich ca. 400.000 t Feststoffe (Kies, Sand, Schluff) eingetragen werden. Diese Feststoffe fehlen dem Fluss bei Austritt aus dem Auslaufbauwerk, was zu einer stärkeren Eintiefung des Flussbettes der unteren Mulde führt und ökologische Auswirkungen hat.

## Staumauer und Wasserkraftanlage
Das Absperrbauwerk bei Friedersdorf ist eine 19 m hohe und 303 m lange Gewichtsstaumauer mit einem Bauwerksvolumen von 40.000 m³.
Am 17. Februar 2023 wurde eine Wasserkraftanlage in Betrieb genommen, die 13,6 GWh Elektroenergie pro Jahr generieren soll. Der Bau kostete 25 Mio. Euro und begann im Oktober 2016.

## Freizeitmöglichkeiten
Möglich sind viele Arten des Wassersports einschließlich Segeln, Surfen, außerdem Camping, Wandern, Angeln usw. Der See hat eine sehr gute Wasserqualität und einen großen Fischreichtum. Zwischen den Orten Pouch und Friedersdorf gibt es einen Naturlehrpfad.
Bis Ende 2009 gab es ein Fahrgastschiff („Muldeperle“) auf dem See, das Rundfahrten machte. Das Schiff wurde vom Verkehrsunternehmen Vetter Verkehrsbetriebe übernommen.
Am Nordufer des Muldestausees befindet sich mit dem Haus am See ein Informationszentrum für Umwelt und Naturschutz mit einer Dauerausstellung zur Geschichte und Entwicklung des Sees.
Der Muldestausee ist Teil des Mitteldeutschen Seenlands und liegt am Kohle-Dampf-Licht-Radweg, der von Wittenberg bis in das Leipziger Neuseenland führt.

## Galerie

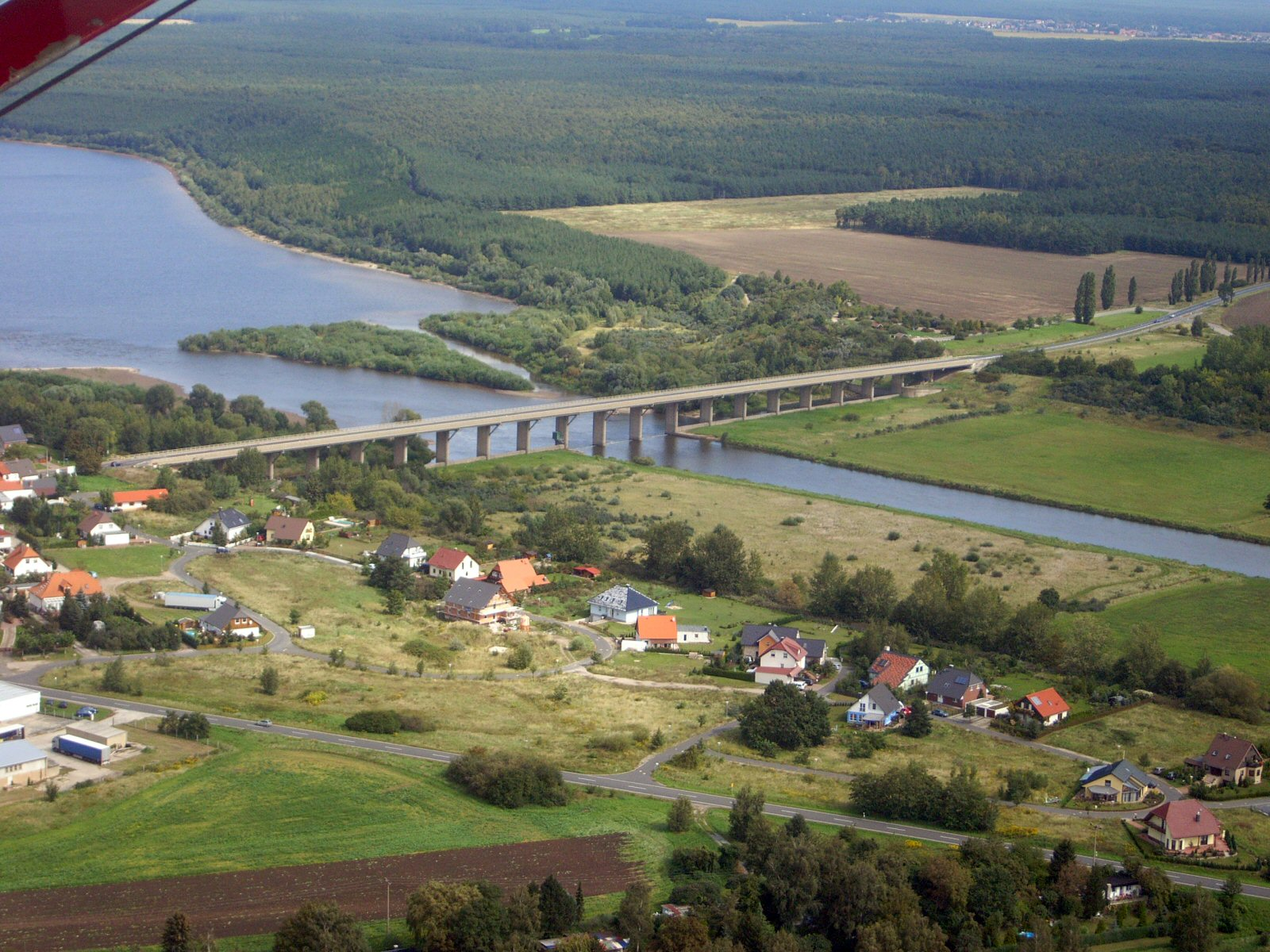
Einlaufbauwerk fern
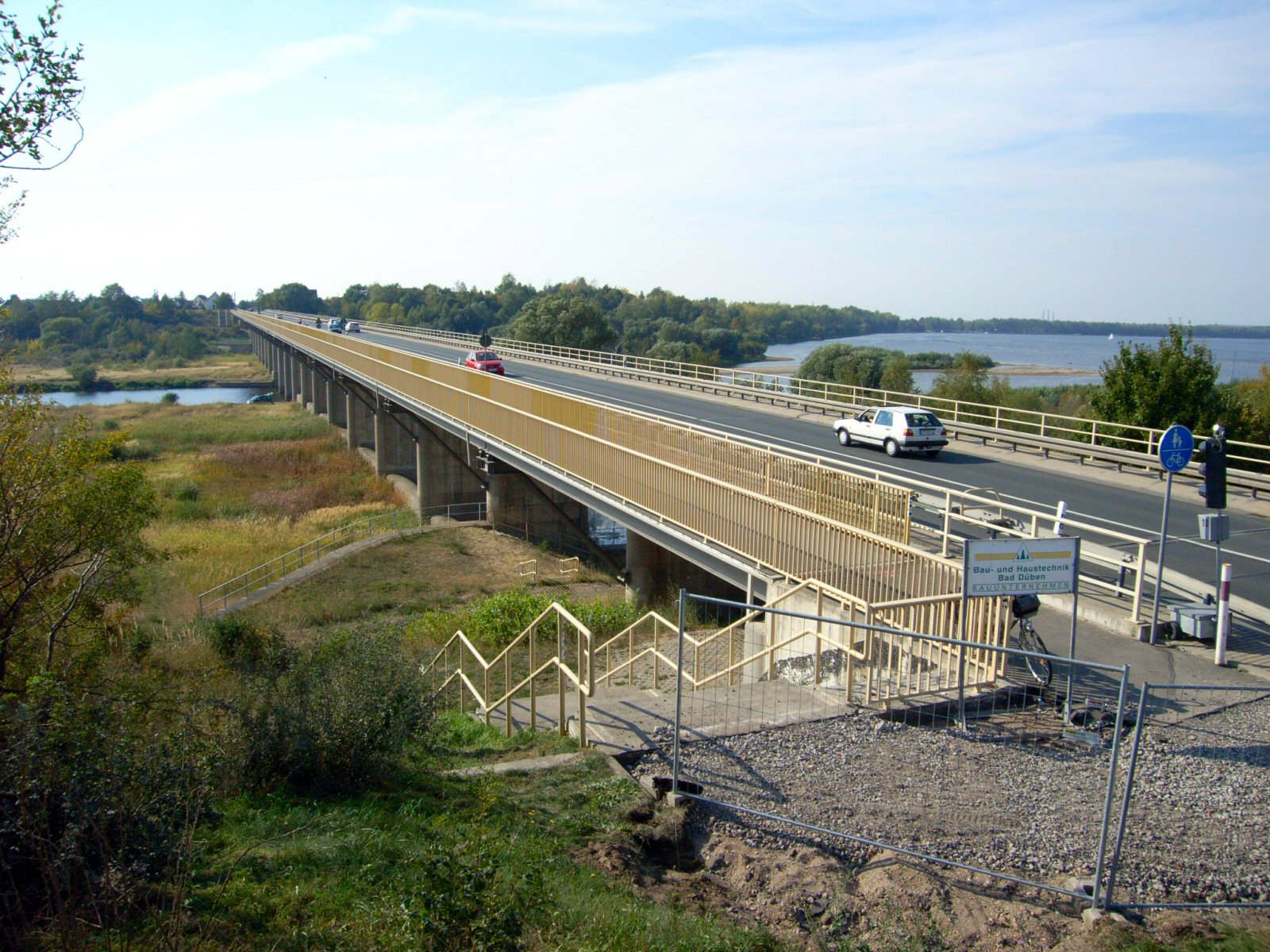
Einlaufbauwerk nah
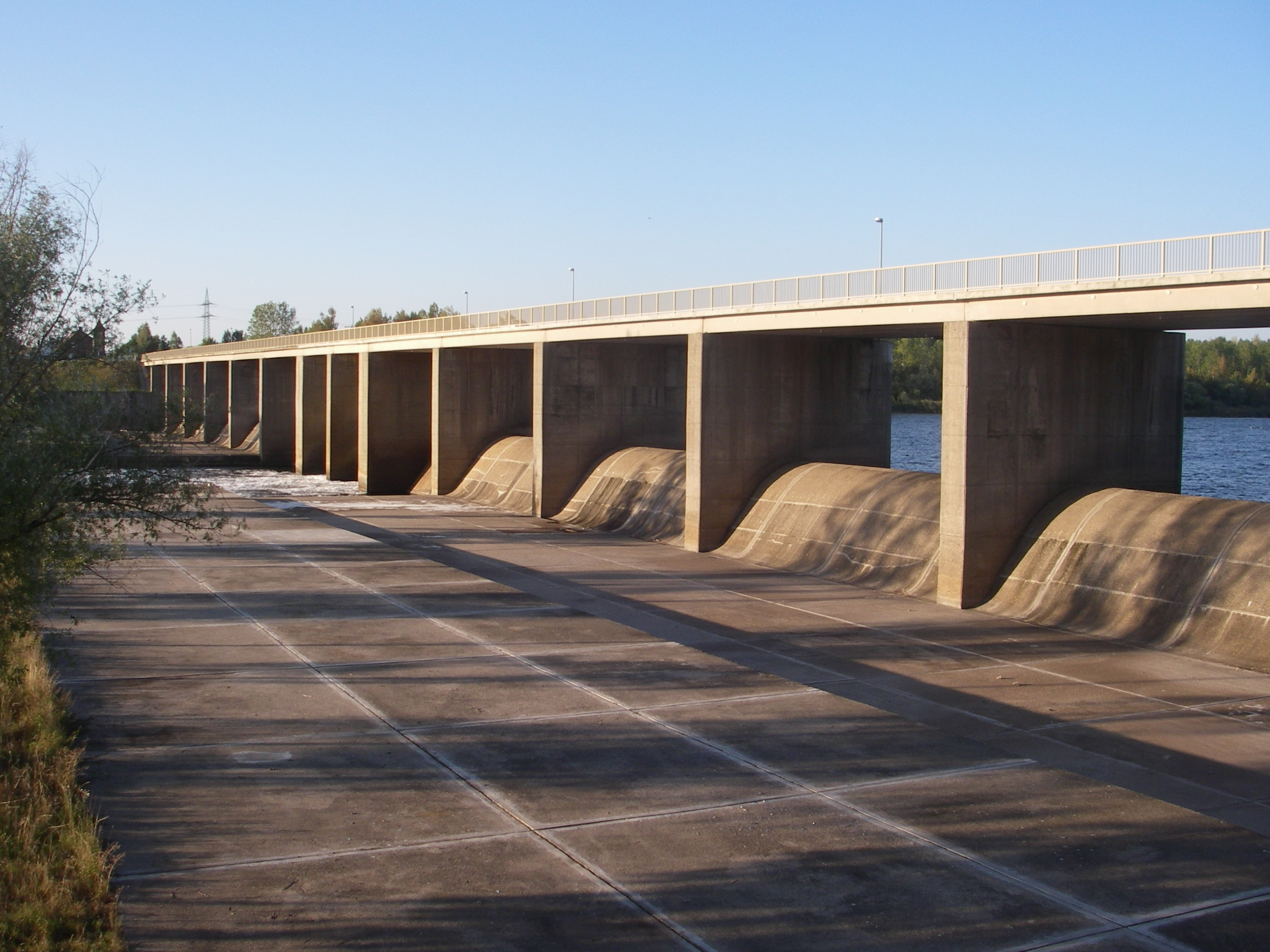
Staumauer
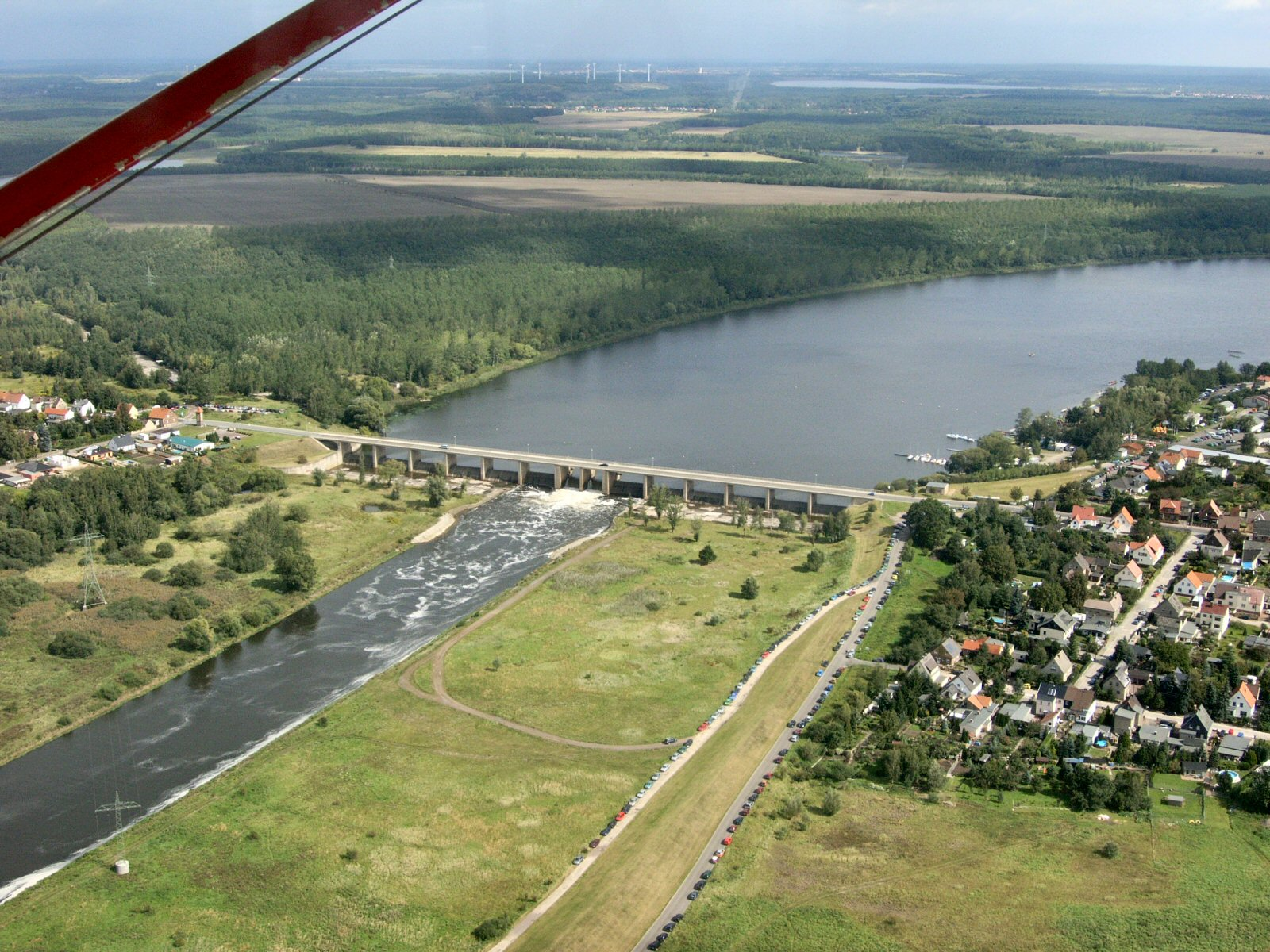
Auslaufbauwerk